# 国民会议促成会

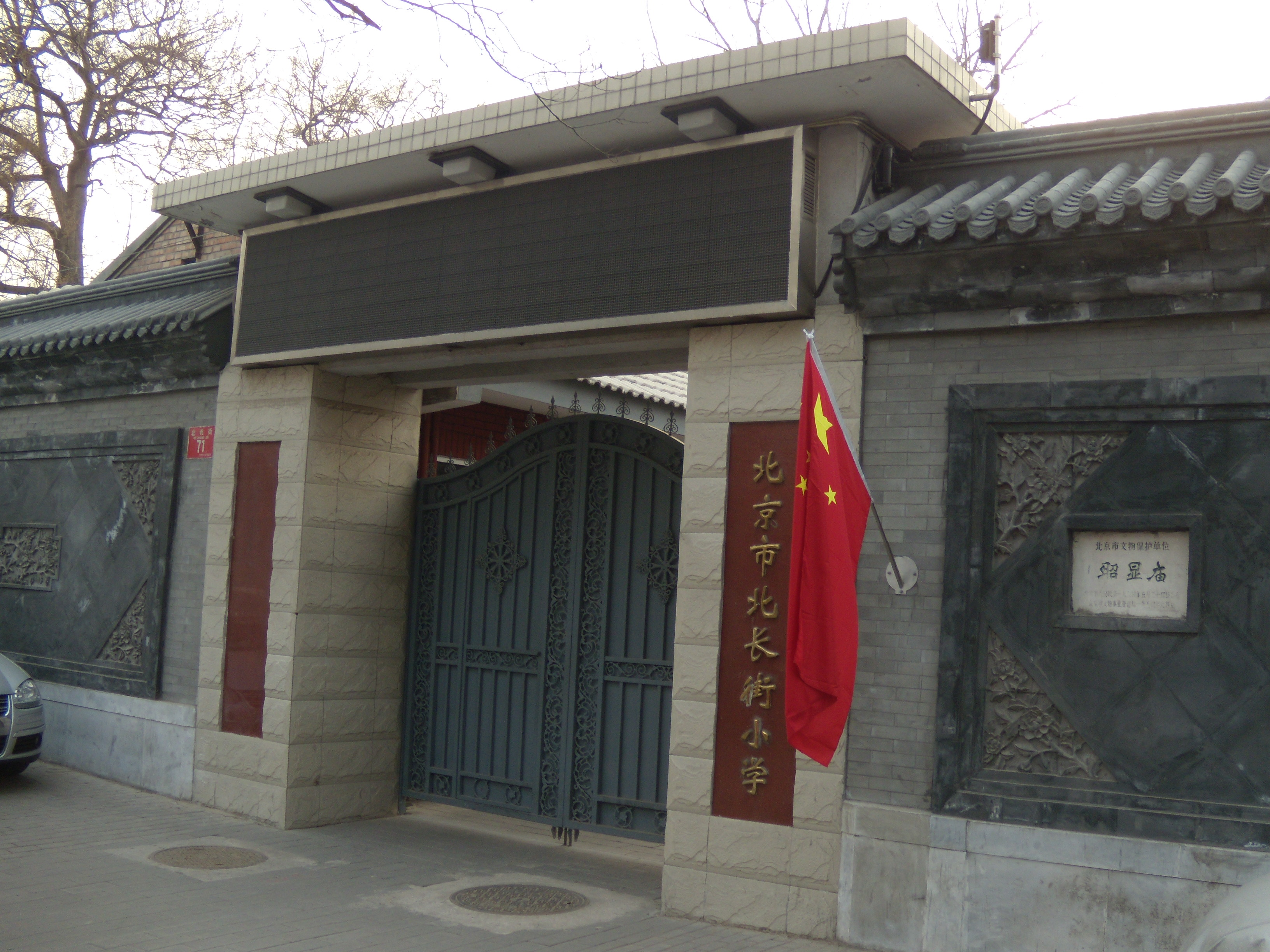
位于北京市西城区北长街的昭显庙。1925年3月10日到4月15日，在昭显庙（时为北京教育会会址）召开了“国民会议促成会全国代表大会”。

国民会议促成会是1924年至1925年中华民国各地涌现的旨在推动召开国民会议的人民团体，属于民间组织。

## 沿革
1923年8月1日，中国共产党在《第二次对时局的主张》中，號召召开国民会议反对军阀政权:2014。1924年10月冯玉祥率胡景翼、孫岳在北京发动甲子政变（又稱北京政變），推翻曹錕，邀段祺瑞執政，並電请孙中山入北京共商國是:2014。10月10日中国共产党在《第四次对时局的主张》中再次號召召开国民会议，制定憲法，爭取建立民主共和國，得到全國人民響應，各地先後成立「国民会议促成会」，擁護召開國民會議:2014。孫中山在《北上宣言》中積極支持並重申召开国民会议:2014，“以谋中国统一与建设”。经过中国国民党、中国共产党的推动，北京、上海、南京、广州、济南、天津以及江西、湖南、湖北、浙江、安徽等地人民团体接连发表宣言、通电等，支持召开国民会议。同时，各地先后成立了国民会议促成会，形成了大规模的国民会议运动。
1925年1月，中共中央政治局通过《对段祺瑞善后会议之决议案》，坚决反对善后会议，提出在北京召开国民会议促成会全国代表大会。军閥段祺瑞為鞏固其統治，於1925年2月1日召開「善後會議」，抵制召開國民會議:2014。同日，善后会议在北京开幕。3月1日，在中国共产党和中國國民黨左派主持下在北京舉行國民會議促成會全國代表大會，以與「善後會議」相對立:2014。3月1日至4月16日在北京召开了国民会议促成会全国代表大会。大会于3月1日在北京大学三院礼堂开幕，到会代表200余人，代表了20余个省区的120余个地方的国民会议促成会，共代表超过数十万民众。中共北方区委宣传部长兼职工运动委员会书记赵世炎担任会议党团书记，具体组织此次大会。大会先举行了10天的预备会议。3月10日，在北长街的北京教育会会场，开始举行正式会议。 大会否认了善后会议，揭露了善后会议的性质为反人民，大会通过了国际、国内、财政、宪法等问题的决议案，主张“废除不平等条约”、“打倒帝国主义”、“打倒军阀”。会议期间，举办了追悼孙中山活动。
各地国民会议促成会的建立，特别是国民会议促成会全国代表大会的召开，形成了同段祺瑞的善后会议的抗衡，使段祺瑞在善后会议之后召集国民代表会议的计划遇到强烈反对。